# Музей-усадьба А. Н. Бакулева
Музей-усадьба им. А. Н. Бакулева — мемориальный комплекс, посвящённый выдающемуся советскому хирургу, академику Александру Николаевичу Бакулеву.

## История
20 декабря 1991 года был открыт музей-усадьба академика А. Н. Бакулева в д. Бакули Слободского района Кировской области.
Добротный двухэтажный полукаменный дом, который строил ещё прадед Александра Николаевича Бакулева (по воспоминаниям родственников). После раскулачивания семьи младшего брата, которая проживала в доставшемся по наследству доме, он стал принадлежать сначала колхозу «Труд», потом совхозу «Слободской».
Восстановление музея-усадьбы было задумано по инициативе слобожан к 100-летию со дня рождения Героя Социалистического труда, выдающегося ученого, хирурга с мировым именем, академика А. Н. Бакулева. Решение о создании музея-усадьбы А. Н. Бакулева было принято Слободским городским и районным Советом народных депутатов «О создании музея А. Н. Бакулева». 15 марта 1989 года за подписью А. С. Неганова и Исполкомом Областного Совета народных депутатов «Об организации музея-усадьбы А. Н. Бакулева» от 18 декабря 1989 года № 602.
За 15-летний период существования музея было выполнено много хозяйственных работ: декоративный ремонт фасада здания музея, декоративный ремонт внутренних помещений крестьянской избы. Произведена реконструкция центральных ворот, колодца с воротом, замена наката из брёвен и тротуар на подворье и усадьбе. Подведены фундаменты под стены из бревен подворья и амбаров. Дополнительно, усилены конструкции строипильной фермы, стен подворья и амбаров. Вновь проложены внешние сети водопровода и местной канализации. Проводилось благоустройство усадьбы и другие работы.
Экспозиции крестьянской избы, подворья усадьбы постоянно пополнялись предметами крестьянского хозяйства, быта, ремесел. Научная экспозиция в медицинских залах пополнялась новыми документами, фотографиями. Проводилась научно-исследовательская работа. Собирался научный материал. Тексты экскурсий, лекций, бесед постоянно совершенствовались, пополнялись новыми материалами.
За этот период открыто много новых экспозиций: художественно оформлены актовый зал, в нём созданы два раздела экспозиции: «Историям здравоохранения Слободского района» и «Знатные земляки-медики — уроженцы Слободского», экспозиции о Саратовском университете, о пребывании А. Н. Бакулева на родине в 1963 году, о жизни и деятельности брата А. Н. Бакулева — Серафиме Николаевиче, «Дорожный быт старой России» и др. Создана небольшая постоянно-действующая выставка «Изделия ручного ткачества».
В настоящее время музей предлагает для своих посетителей 3 экскурсии: «Мир крестьянской семьи» — по экспозиции крестьянской избы, подворья, усадьбы; «А. Н. Бакулев — выдающийся учёный и хирург», «История Слободского здравоохранения» — на первом этаже.
Зав. музеем-усадьбой академика А. Н. Бакулева МУК «Слободской музейно-выставочный центр» — З. Окулова.